# قصبة كناوة

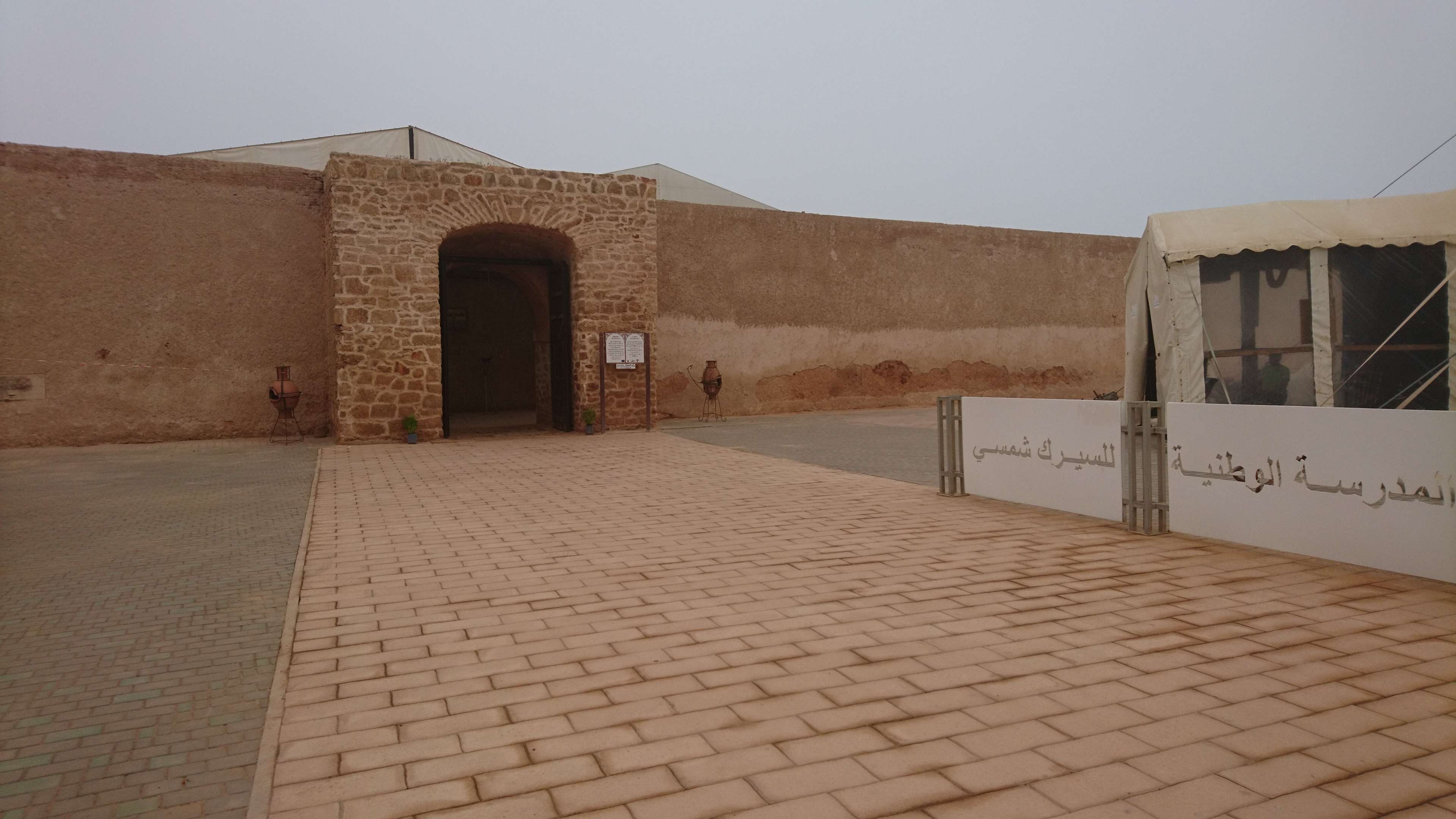
مدخل قصبة كناوة و مدخل المدرسة الوطية للسّيرك شمسي.

قصبة كناوة أو القصبة الإسماعيلية أو قصبة الحريشي هي القصبة الوحيدة  المتواجدة على الضفة الشمالية من نهر أبي رقراق ، وتقع في سلا.

## تاريخ
تعد قصبة كناوة من إحدى أكبرالقلاع التي شيّدت في عهد السلطان مولاي إسماعيل سنة 1709 (أو 1707) حيث قام السلطان بوضع جيش عبيد البخاري (حرس متكون من عبيد سود من السودان الغربية) و ذلك لحماية سواحل الرباط وسلا من محاولات الاختراق الخارجية . أثارسلوك هؤلاء الحرس تجاه نساء المنطقة ردود أفعال عنيفة من طرف سكان المنطقة، حيث شكل الحاكم عبد الحق فنيش مجموعة من الناس وهاجموعلى القصبة في سنة 1758.

## الملاحظات والمراجع
1. ↑  مذكور في: جيونيمز. الوصول: 6 أبريل 2015. لغة العمل أو لغة الاسم: الإنجليزية. تاريخ النشر: 2005.
2. ↑  -1946.، Ṣunhājī, Abū al-Shitāʼ ibn al-Ḥasan al-Ghāzī,؛ الغازي.، صنهجي، أبو الشتاء بن الحسن (1995). al-Tadrīb ʻalá taḥrīr al-wathāʼiq al-ʻadlīyah : wathīqah wa-sharḥ (ط. al-Ṭabʻah 2). al-Rabāṭ: Maṭbaʻat al-Amnīyah. ISBN:9981999504. OCLC:37356244. مؤرشف من الأصل في 2019-12-12. {{استشهاد بكتاب}}: الوسيط |الأخير= يحوي أسماء رقمية (مساعدة)صيانة الاستشهاد: أسماء متعددة: قائمة المؤلفين (link) صيانة الاستشهاد: علامات ترقيم زائدة (link)